# Clinical Colorectal Cancer
Clinical Colorectal Cancer (ook Colorectal cancer) is een internationaal, aan collegiale toetsing onderworpen wetenschappelijk tijdschrift op het gebied van de oncologie. De naam wordt in literatuurverwijzingen meestal afgekort tot Clin. Colorectal Canc. Het wordt uitgegeven door Elsevier en verschijnt 4 keer per jaar. Het eerste nummer verscheen in 2001.